# 任皇后 (西夏崇宗)
任皇后（？—1170年），夏崇宗的第二任皇后，父亲是宋朝西安州判任得敬。大德三年（1137年）任得敬以西安州城投降西夏，夏崇宗命任得敬权西安州事。任得敬将女儿献给夏崇宗为妃，因而被拔擢为静州（今宁夏灵武市东）防御使，大德四年（1138年）八月，任氏被立为皇后，任得敬升职为静州都统军。第二年，夏崇宗死后，夏仁宗即位，任皇后被尊为太后。天盛八年（1156年）任得敬担任国相，把持朝政。随后，天盛十二年（1160年）任得敬进封为楚王、秦晋国王，担任太师、上公、总领军国重事等职，出入仪从与皇帝相似。
任太后见任得敬仗着权势多行不法，屡次劝诫，无果。乾祐元年（1170年）四月，任太后去世。八月，任得敬伏诛。